# Heysham
Heysham ['hiːʃəm] ist ein  Küstenort in der Nähe von Lancaster in Lancashire im Norden Englands. Der Ort liegt an der Morecambe Bay und gehört zur City of Lancaster.
Heysham wird in die folgenden drei Verwaltungsbezirke eingeteilt: Heysham Central (mit 4478 Einwohnern), Heysham North (mit 5274 Einwohnern) und Heysham South (mit 7264 Einwohnern) (Stand 2011). Der Ort Heysham selbst hat ungefähr 6500 Einwohner.

## Geschichte
Besiedlung im Neolithikum ist nachgewiesen durch Artefakte wie Steinbeile und Steinhämmer, die im Museum von Lancaster aufbewahrt werden. Aus den Funden wird geschlossen, dass sich in Heysham Hügelgräber befanden, das Fundgelände ist regional als The Barrows („Die Hügelgräber“) bekannt. Dort befindet sich die einzige Kliffküste Lancashires mit Wald, Grasland, Sandstränden und tiefen Gezeitentümpeln auf engstem Raum.
In den Felsen gehauene Gräber in den Ruinen der St.-Patrick-Kapelle nahe der St.-Peter-Kirche werden auf das 11. Jahrhundert datiert. Der Legende nach hat Sankt Patrick dort eine Kapelle begründet, die aber tatsächlich erst 300 Jahre nach seinem Tod erbaut wurde.
Auf dem Gelände der St.-Peter-Kirche befinden sich Überbleibsel aus den Zeiten der Angelsachsen und Wikinger, darunter ein Hogback-Stein. Ferner ist Heysham eine von wenigen Stätten auf den Britischen Inseln, wo ein Labyrinth aus vorrömischen Zeiten erhalten ist.

## Infrastruktur und Wirtschaft
Heysham hat einen 1904 eröffneten Fährhafen, von dem aus Verbindungen zur Isle of Man, nach Irland und zu den Erdgasförderanlagen in der östlichen Irischen See und der Morecambe Bay unterhalten werden.
Heysham Port ist Endstation der Bahnstrecke Leeds–Morecambe, wird aber zurzeit (2015) nur von einem Zugpaar von und nach Leeds täglich bedient, das Anschluss an die Fähre nach Douglas auf der Insel Man bietet.
Direkt an der Küste befinden sich die Kernkraftwerke Heysham 1 und Heysham 2. In Heysham befindet sich zudem ein Umspannwerk, über das die beiden Offshore-Windparks Ormonde und Barrow sowie die erste Ausbauphase des Windparks Walney ihren Strom in das öffentliche Stromnetz einspeisen.
In Heysham endet eine Erdöl-Pipeline von Stanlow und eine Erdgas-Pipeline aus dem Gasfeld von Morecambe in der Irischen See.

## Kultur
Der Maler J. M. W. Turner hat 1790 Bilder von Heysham gemalt.
2005 und 2007 gewann Heysham den jährlich von der Royal Horticultural Society vergebenen Preis Britain in Bloom für kleine Ortschaften in Gold.

## Galerie

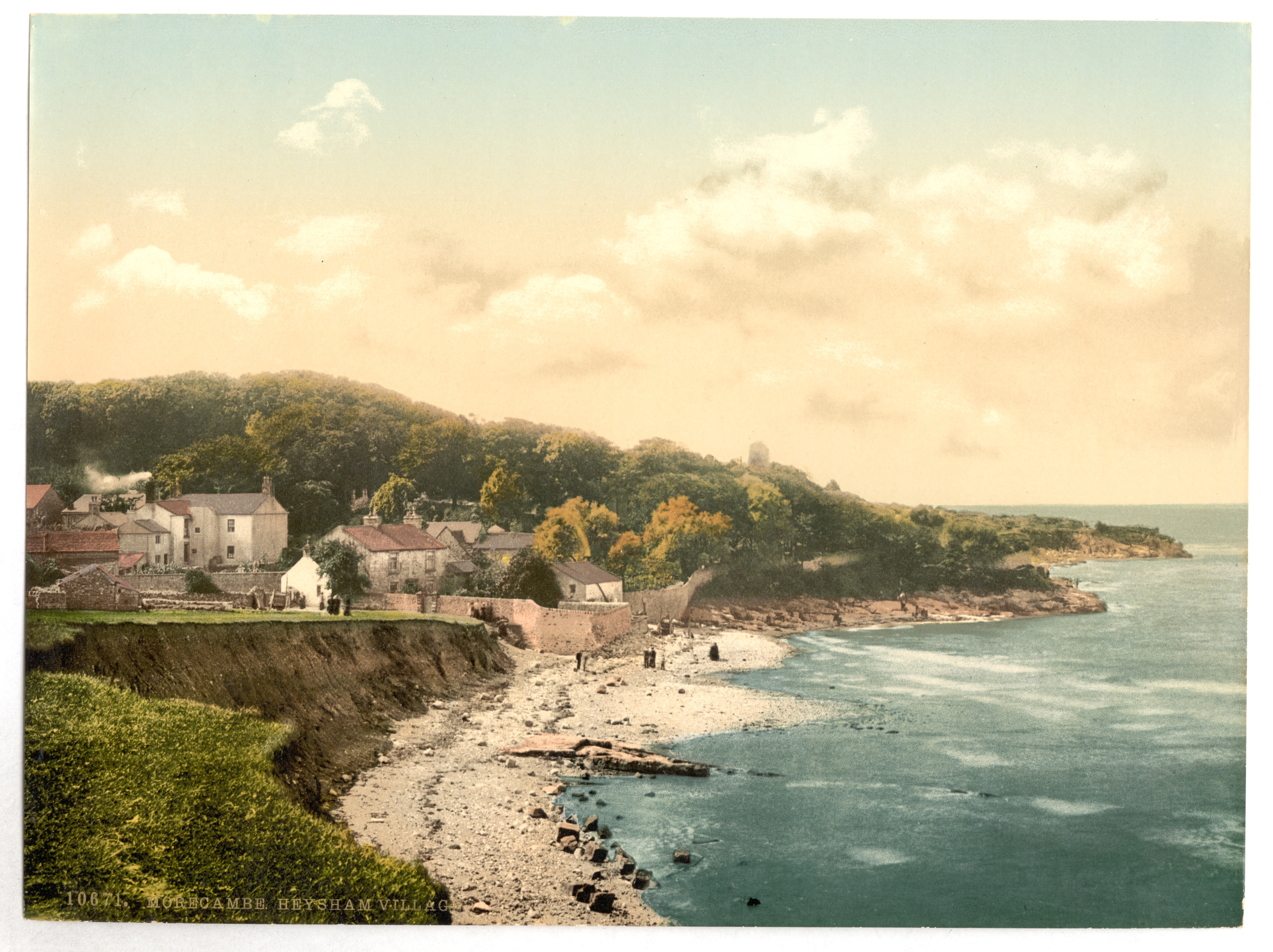
Heysham um 1900
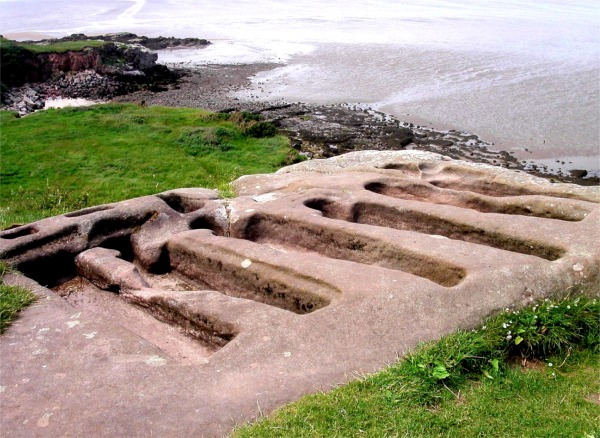
Gräber aus dem 11. Jahrhundert an der Morecambe Bay
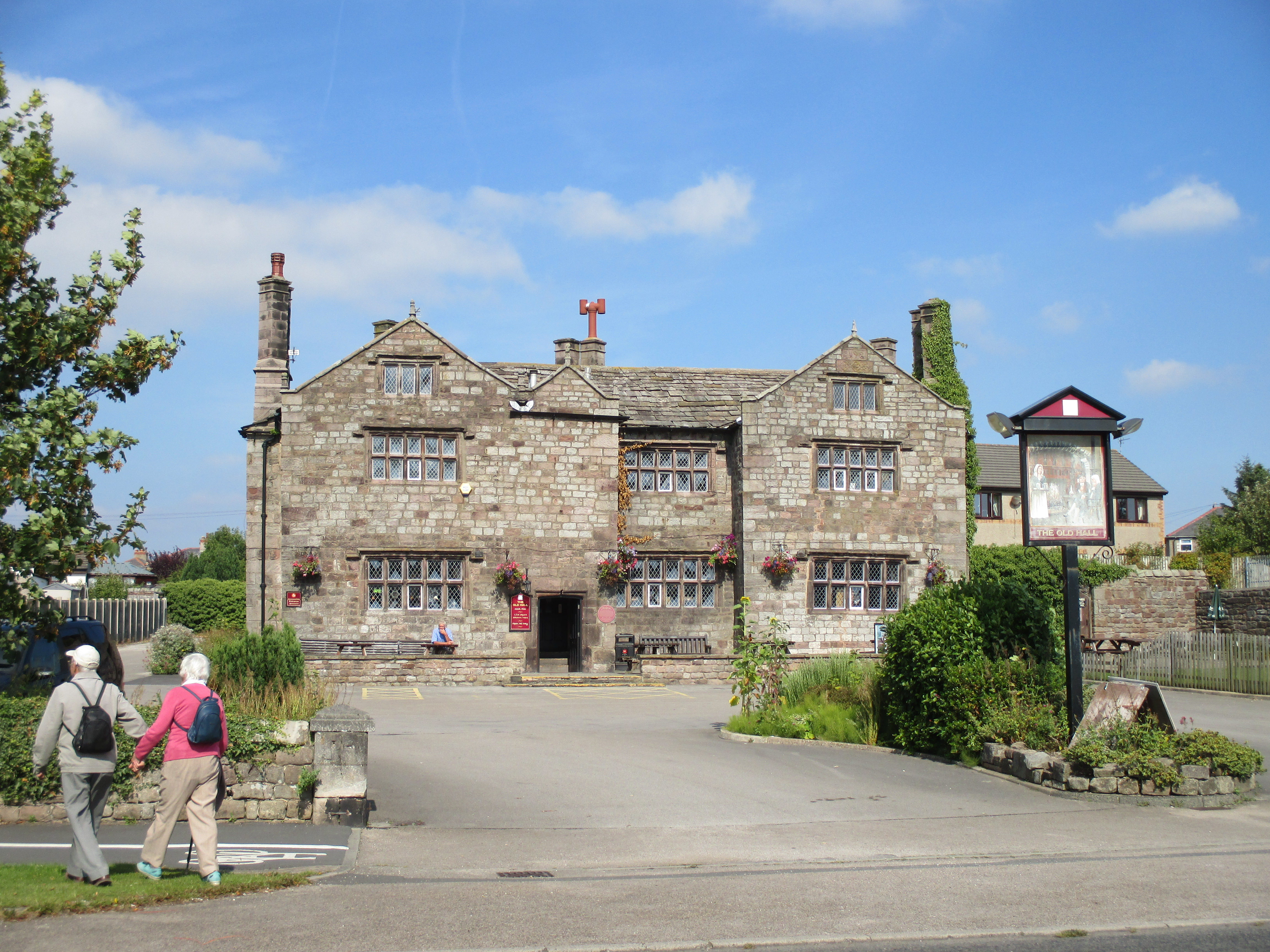
Old Hall Hotel
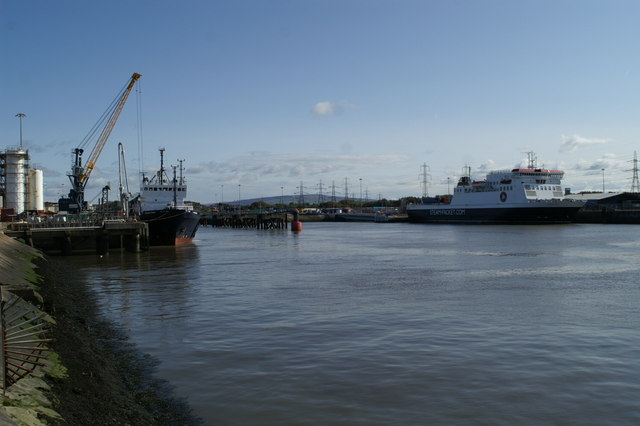
Heysham, Hafen
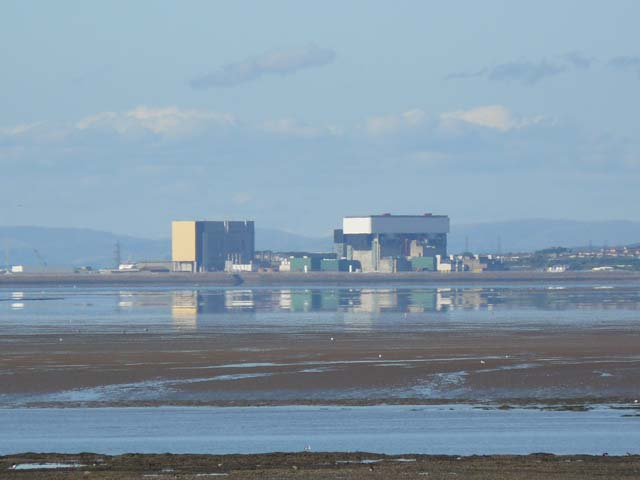
Kernkraftwerke Heysham 1 (links) und Heysham 2